# فهرست گل‌های ملی روملو لوکاکو

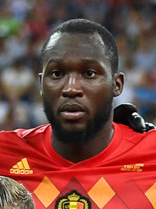
لوکاکو پیش از مسابقه بلژیک و ژاپن در رقابت‌های جام جهانی فوتبال ۲۰۱۸

روملو لوکاکو یک بازیکن حرفه‌ای فوتبال اهل بلژیک است که برای تیم ملی فوتبال بلژیک به عنوان مهاجم بازی می‌کند. او برای نخستین‌بار در مارس ۲۰۱۰، در شکست ۱ بر ۰ تیم ملی فوتبال بلژیک برابر تیم ملی فوتبال کرواسی به میدان رفت.
لوکاکو اولین و دومین گل بین‌المللی خود را دیدار دوستانهٔ تیم‌های ملی فوتبال بلژیک و روسیه که هشتمین بازی ملی او نیز حساب می‌شد، زد. او با درخششی که داشت، در اکتبر ۲۰۱۸، با آمار ۴۵ گل در ۷۸ مسابقه با پیشی گرفتن از برنارد فورهوف و پل فن هیمست (با ۳۰ گل)، برترین گلزن تاریخ تیم ملی فوتبال کشورش به حساب می‌آمد. اتحادیه فوتبال بلژیک تأیید کرد که لوکاکو هنگامی که در نوامبر ۲۰۱۷، سی و یکمین گل بین‌المللی خود را وارد دروازهٔ تیم ملی فوتبال ژاپن کرد، رکورد ملی را شکست اما فیفا چنین رکوردی را قبول نکرد؛ با این دلیل که ۳ گلی که او در یک دیدار دوستانه در مه ۲۰۱۴ به تیم ملی فوتبال لوکزامبورگ زد، به دلیل تعویض‌های بیش از حد بازی، گل‌های رسمی محسوب نمی‌شوند.
در جام جهانی فوتبال ۲۰۱۸، لوکاکو ۲ بار برابر تیم ملی فوتبال تونس و ۲ بار در برابر تیم ملی فوتبال پاناما توانست گل بزند تا برترین بازیکن تیم ملی فوتبال بلژیک از نظر شمار گل‌ها در یک دورهٔ جام جهانی فوتبال باشد. همچنین او نخستین بازیکنی شد که پس از دیگو مارادونا در جام جهانی فوتبال ۱۹۸۶، ۲ گل در ۲ دیدار متوالی می‌زند.
تا اکتبر ۲۰۱۸، لوکاکو مجموعاً دارای ۲ هت تریک بود؛ یکی در دیداری دوستانه در برابر تیم ملی فوتبال لوکزامبورگ در ۲۶ مه ۲۰۱۴ که با پیروزی ۵ بر ۱ تیم ملی فوتبال بلژیک همراه شد و یکی نیز در مقدماتی جام جهانی فوتبال ۲۰۱۸، مقابل تیم ملی فوتبال جبل‌طارق در ۳۱ اوت ۲۰۱۷ که در پایان بلژیکی‌ها توانستند ۹ بر صفر در این مسابقه به پیروزی دست یابند.

## گل‌های بین‌المللی
"گل زده" نتیجهٔ مسابقه را پس از گل لوکاکو نمایش می‌دهد. گل‌های تیم ملی فوتبال بلژیک در سمت راست آمده‌اند.
| گل | بازی | تاریخ           | محل                                                 | حریف                | گل زده     | نتیجه      | گونهٔ رقابت‌ها                        | منبع   |
| -- | ---- | --------------- | --------------------------------------------------- | ------------------- | ---------- | ---------- | ----------------------------------- | ------ |
| ۱  | ۸    | ۱۷ نوامبر ۲۰۱۰  | Tsentralnyi Profsoyuz Stadion، وورونژ، روسیه        | روسیه               | ۱–۰        | ۲–۰        | دوستانه                             | [ ۹ ]  |
| ۲  | ۸    | ۱۷ نوامبر ۲۰۱۰  | Tsentralnyi Profsoyuz Stadion، وورونژ، روسیه        | روسیه               | ۲–۰        | ۲–۰        | دوستانه                             | [ ۹ ]  |
| ۳  | ۱۶   | ۱۵ اوت ۲۰۱۲     | ورزشگاه کینگ بودوئن، بروکسل، بلژیک                  | هلند                | ۳–۲        | ۴–۲        | دوستانه                             | [ ۱۰ ] |
| ۴  | ۲۳   | ۱۱ اکتبر ۲۰۱۳   | ورزشگاه ماکسیمیر، زاگرب، کرواسی                     | کرواسی              | ۱–۰        | ۲–۱        | مرحله مقدماتی جام جهانی فوتبال ۲۰۱۴ | [ ۱۱ ] |
| ۵  | ۲۳   | ۱۱ اکتبر ۲۰۱۳   | ورزشگاه ماکسیمیر، زاگرب، کرواسی                     | کرواسی              | ۲–۰        | ۲–۱        | مرحله مقدماتی جام جهانی فوتبال ۲۰۱۴ | [ ۱۱ ] |
| ۶  | ۲۸   | ۲۶ مه ۲۰۱۴      | کریستال آرنا، خنک، بلژیک                            | لوکزامبورگ          | ۱–۰        | ۵–۱        | دوستانه                             | [ ۱۲ ] |
| ۷  | ۲۸   | ۲۶ مه ۲۰۱۴      | کریستال آرنا، خنک، بلژیک                            | لوکزامبورگ          | ۳–۱        | ۵–۱        | دوستانه                             | [ ۱۲ ] |
| ۸  | ۲۸   | ۲۶ مه ۲۰۱۴      | کریستال آرنا، خنک، بلژیک                            | لوکزامبورگ          | ۴–۱        | ۵–۱        | دوستانه                             | [ ۱۲ ] |
| ۹  | ۲۹   | ۱ ژوئن ۲۰۱۴     | ورزشگاه فرندز آرنا، سولنا، سوئد                     | سوئد                | ۱–۰        | ۲–۰        | دوستانه                             | [ ۱۳ ] |
| ۱۰ | ۳۳   | ۱ ژوئیه ۲۰۱۴    | ورزشگاه ایتایپاوا آرنا فونته نوآوا، سالوادور، برزیل | ایالات متحده آمریکا | ۲–۰ (و.ا.) | ۲–۱ (و.ا.) | جام جهانی فوتبال ۲۰۱۴               | [ ۱۴ ] |
| ۱۱ | ۳۷   | ۱۲ نوامبر ۲۰۱۴  | ورزشگاه کینگ بودوئن، بروکسل، بلژیک                  | ایسلند              | ۳–۱        | ۳–۱        | دوستانه                             | [ ۱۵ ] |
| ۱۲ | ۴۳   | ۲۹ مارس ۲۰۱۶    | ورزشگاه دکتر ماگالهیز پسوآ، لیریا، پرتغال           | پرتغال              | ۱–۲        | ۱–۲        | دوستانه                             | [ ۱۶ ] |
| ۱۳ | ۴۴   | ۲۸ مه ۲۰۱۶      | ورزشگاه ژنو، ژنو، سوئیس                             | سوئیس               | ۱–۱        | ۲–۱        | دوستانه                             | [ ۱۷ ] |
| ۱۴ | ۴۵   | ۱ ژوئن ۲۰۱۶     | ورزشگاه کینگ بودوئن، بروکسل، بلژیک                  | فنلاند              | ۱–۱        | ۱–۱        | دوستانه                             | [ ۱۸ ] |
| ۱۵ | ۴۶   | ۵ ژوئن ۲۰۱۶     | ورزشگاه کینگ بودوئن، بروکسل، بلژیک                  | نروژ                | ۱–۰        | ۳–۲        | دوستانه                             | [ ۱۹ ] |
| ۱۶ | ۴۸   | ۱۸ ژوئن ۲۰۱۶    | ورزشگاه نیو بوردو، بوردو، فرانسه                    | جمهوری ایرلند       | ۱–۰        | ۳–۰        | جام ملت‌های اروپا ۲۰۱۶               | [ ۲۰ ] |
| ۱۷ | ۴۸   | ۱۸ ژوئن ۲۰۱۶    | ورزشگاه نیو بوردو، بوردو، فرانسه                    | جمهوری ایرلند       | ۳–۰        | ۳–۰        | جام ملت‌های اروپا ۲۰۱۶               | [ ۲۰ ] |
| ۱۸ | ۵۳   | ۶ سپتامبر ۲۰۱۶  | ورزشگاه جی‌اس‌پی، نیکوزیا، قبرس                       | قبرس                | ۱–۰        | ۳–۰        | مرحله مقدماتی جام جهانی فوتبال ۲۰۱۸ | [ ۲۱ ] |
| ۱۹ | ۵۳   | ۶ سپتامبر ۲۰۱۶  | ورزشگاه جی‌اس‌پی، نیکوزیا، قبرس                       | قبرس                | ۲–۰        | ۳–۰        | مرحله مقدماتی جام جهانی فوتبال ۲۰۱۸ | [ ۲۱ ] |
| ۲۰ | ۵۴   | ۷ اکتبر ۲۰۱۶    | ورزشگاه کینگ بودوئن، بروکسل، بلژیک                  | بوسنی و هرزگوین     | ۴–۰        | ۴–۰        | مرحله مقدماتی جام جهانی فوتبال ۲۰۱۸ | [ ۲۲ ] |
| ۲۱ | ۵۶   | ۱۳ نوامبر ۲۰۱۶  | ورزشگاه کینگ بودوئن، بروکسل، بلژیک                  | استونی              | ۷–۱        | ۸–۱        | مرحله مقدماتی جام جهانی فوتبال ۲۰۱۸ | [ ۲۳ ] |
| ۲۲ | ۵۶   | ۱۳ نوامبر ۲۰۱۶  | ورزشگاه کینگ بودوئن، بروکسل، بلژیک                  | استونی              | ۸–۱        | ۸–۱        | مرحله مقدماتی جام جهانی فوتبال ۲۰۱۸ | [ ۲۳ ] |
| ۲۳ | ۵۷   | ۲۵ مارس ۲۰۱۷    | ورزشگاه کینگ بودوئن، بروکسل، بلژیک                  | یونان               | ۱–۱        | ۱–۱        | مرحله مقدماتی جام جهانی فوتبال ۲۰۱۸ | [ ۲۴ ] |
| ۲۴ | ۶۱   | ۳۱ اوت ۲۰۱۷     | ورزشگاه موریس دوفراسن، لیژ، بلژیک                   | جبل طارق            | ۳–۰        | ۹–۰        | مرحله مقدماتی جام جهانی فوتبال ۲۰۱۸ | [ ۲۵ ] |
| ۲۵ | ۶۱   | ۳۱ اوت ۲۰۱۷     | ورزشگاه موریس دوفراسن، لیژ، بلژیک                   | جبل طارق            | ۵–۰        | ۹–۰        | مرحله مقدماتی جام جهانی فوتبال ۲۰۱۸ | [ ۲۵ ] |
| ۲۶ | ۶۱   | ۳۱ اوت ۲۰۱۷     | ورزشگاه موریس دوفراسن، لیژ، بلژیک                   | جبل طارق            | ۹–۰        | ۹–۰        | مرحله مقدماتی جام جهانی فوتبال ۲۰۱۸ | [ ۲۵ ] |
| ۲۷ | ۶۲   | ۳ سپتامبر ۲۰۱۷  | ورزشگاه کارایسکاکیس، آتن، یونان                     | یونان               | ۲–۱        | ۲–۱        | مرحله مقدماتی جام جهانی فوتبال ۲۰۱۸ | [ ۲۶ ] |
| ۲۸ | ۶۳   | ۱۰ اکتبر ۲۰۱۷   | ورزشگاه کینگ بودوئن، بروکسل، بلژیک                  | قبرس                | ۴–۰        | ۴–۰        | مرحله مقدماتی جام جهانی فوتبال ۲۰۱۸ | [ ۲۷ ] |
| ۲۹ | ۶۴   | ۱۰ نوامبر ۲۰۱۷  | ورزشگاه کینگ بودوئن، بروکسل، بلژیک                  | مکزیک               | ۲–۱        | ۳–۳        | دوستانه                             | [ ۲۸ ] |
| ۳۰ | ۶۴   | ۱۰ نوامبر ۲۰۱۷  | ورزشگاه کینگ بودوئن، بروکسل، بلژیک                  | مکزیک               | ۳–۳        | ۳–۳        | دوستانه                             | [ ۲۸ ] |
| ۳۱ | ۶۵   | ۱۴ نوامبر ۲۰۱۷  | ورزشگاه یان برایدل، بروخه، بلژیک                    | ژاپن                | ۱–۰        | ۱–۰        | دوستانه                             | [ ۲۹ ] |
| ۳۲ | ۶۶   | ۲۷ مارس ۲۰۱۸    | ورزشگاه کینگ بودوئن، بروکسل، بلژیک                  | عربستان سعودی       | ۱–۰        | ۴–۰        | دوستانه                             | [ ۳۰ ] |
| ۳۳ | ۶۶   | ۲۷ مارس ۲۰۱۸    | ورزشگاه کینگ بودوئن، بروکسل، بلژیک                  | عربستان سعودی       | ۲–۰        | ۴–۰        | دوستانه                             | [ ۳۰ ] |
| ۳۴ | ۶۸   | ۶ ژوئن ۲۰۱۸     | ورزشگاه کینگ بودوئن، بروکسل، بلژیک                  | مصر                 | ۱–۰        | ۳–۰        | دوستانه                             | [ ۳۱ ] |
| ۳۵ | ۶۹   | ۱۱ ژوئن ۲۰۱۸    | ورزشگاه کینگ بودوئن، بروکسل، بلژیک                  | کاستاریکا           | ۲–۱        | ۴–۱        | دوستانه                             | [ ۳۲ ] |
| ۳۶ | ۶۹   | ۱۱ ژوئن ۲۰۱۸    | ورزشگاه کینگ بودوئن، بروکسل، بلژیک                  | کاستاریکا           | ۳–۱        | ۴–۱        | دوستانه                             | [ ۳۲ ] |
| ۳۷ | ۷۰   | ۱۸ ژوئن ۲۰۱۸    | ورزشگاه المپیک فیشت، سوچی، روسیه                    | پاناما              | ۲–۰        | ۳–۰        | جام جهانی فوتبال ۲۰۱۸               | [ ۵ ]  |
| ۳۸ | ۷۰   | ۱۸ ژوئن ۲۰۱۸    | ورزشگاه المپیک فیشت، سوچی، روسیه                    | پاناما              | ۳–۰        | ۳–۰        | جام جهانی فوتبال ۲۰۱۸               | [ ۵ ]  |
| ۳۹ | ۷۱   | ۲۳ ژوئن ۲۰۱۸    | ورزشگاه اوتکریتیه آرنا، مسکو، روسیه                 | تونس                | ۲–۰        | ۵–۲        | جام جهانی فوتبال ۲۰۱۸               | [ ۶ ]  |
| ۴۰ | ۷۱   | ۲۳ ژوئن ۲۰۱۸    | ورزشگاه اوتکریتیه آرنا، مسکو، روسیه                 | تونس                | ۳–۱        | ۵–۲        | جام جهانی فوتبال ۲۰۱۸               | [ ۶ ]  |
| ۴۱ | ۷۶   | ۷ سپتامبر ۲۰۱۸  | ورزشگاه همپدن پارک، گلاسگو، اسکاتلند                | اسکاتلند            | ۱–۰        | ۴–۰        | دوستانه                             | [ ۳۳ ] |
| ۴۲ | ۷۷   | ۱۱ سپتامبر ۲۰۱۸ | لویگارتالس‌وتلور، ریکیاویک، ایسلند                   | ایسلند              | ۲–۰        | ۳–۰        | لیگ ملت‌های اروپا ۱۹–۲۰۱۸            | [ ۳۴ ] |
| ۴۳ | ۷۷   | ۱۱ سپتامبر ۲۰۱۸ | لویگارتالس‌وتلور، ریکیاویک، ایسلند                   | ایسلند              | ۳–۰        | ۳–۰        | لیگ ملت‌های اروپا ۱۹–۲۰۱۸            | [ ۳۴ ] |
| ۴۴ | ۷۸   | ۱۲ اکتبر ۲۰۱۸   | ورزشگاه کینگ بودوئن، بروکسل، بلژیک                  | سوئیس               | ۱–۰        | ۲–۱        | لیگ ملت‌های اروپا ۱۹–۲۰۱۸            | [ ۳۵ ] |
| ۴۵ | ۷۸   | ۱۲ اکتبر ۲۰۱۸   | ورزشگاه کینگ بودوئن، بروکسل، بلژیک                  | سوئیس               | ۲–۱        | ۲–۱        | لیگ ملت‌های اروپا ۱۹–۲۰۱۸            | [ ۳۵ ] |

| Unofficial | مسابقاتی را نشان می‌دهد که توسط فیفا به رسمیت شناخته نشده‌اند |

## آمار

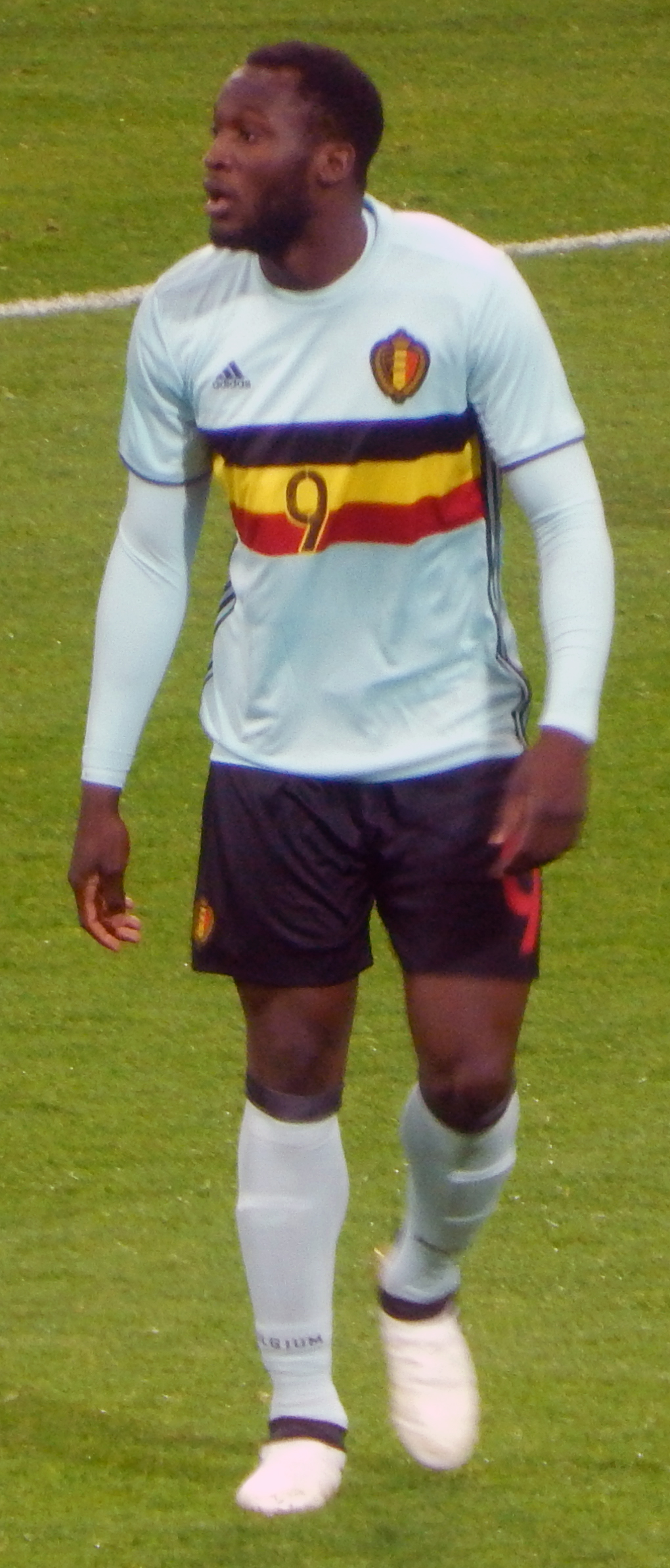
لوکاکو در سال ۲۰۱۷

| سال  | بازی | گل |
| ---- | ---- | -- |
| ۲۰۱۰ | ۸    | ۲  |
| ۲۰۱۱ | ۵    | ۰  |
| ۲۰۱۲ | ۵    | ۱  |
| ۲۰۱۳ | ۸    | ۲  |
| ۲۰۱۴ | ۱۱   | ۶  |
| ۲۰۱۵ | ۵    | ۰  |
| ۲۰۱۶ | ۱۴   | ۱۱ |
| ۲۰۱۷ | ۹    | ۹  |
| ۲۰۱۸ | ۱۴   | ۱۴ |
| ۲۰۱۹ | ۵    | ۷  |
| ۲۰۲۰ | ۵    | ۵  |
| ۲۰۲۱ | ۱۲   | ۱۱ |
| ۲۰۲۲ | ۳    | ۰  |
| ۲۰۲۳ | ۹    | ۱۵ |
| کل   | ۱۱۳  | ۸۳ |

| گونهٔ رقابت‌ها             | گل |
| ------------------------ | -- |
| دوستانه                  | ۲۳ |
| مقدماتی جام جهانی فوتبال | ۱۸ |
| جام جهانی فوتبال         | ۵  |
| جام ملت‌های اروپا         | ۶  |
| لیگ ملت‌های اروپا         | ۱۰ |
| مقدماتی جام ملت‌های اروپا | ۲۱ |
| کل                       | ۸۳ |